# Настроение
Настроение е относително продължително емоционално състояние. Настроенията се различават от простите емоции с това, че са по-малко специфични, по-малко интензивни и по-малко вероятно да бъдат причинени и предизвикани от конкретен стимул или събитие .
Настроенията обикновено имат позитивна или негативна валентност.
Настроенията също се различават от темперамента или личностните характеристики, които са естествено още по-дълготрайни. В същото време някои личностни характеристики като оптимизъм или невротизъм, предразполагат към определени типове настроения. Дълготрайните смущения в настроенията като депресия или биполярно разстройство се смятат за афективни разстройства (на английски: mood disorder, от mood – настроение).